# (12339) Carloo
(12339) Carloo est un astéroïde de la ceinture principale.

## Description
(12339) Carloo est un astéroïde de la ceinture principale. Il fut découvert le 18 décembre 1992 à Caussols par Eric Walter Elst. Il présente une orbite caractérisée par un demi-grand axe de 2,26 UA, une excentricité de 0,11 et une inclinaison de 3,8° par rapport à l'écliptique.

## Compléments